# Evangelische Kirche (Raubach)

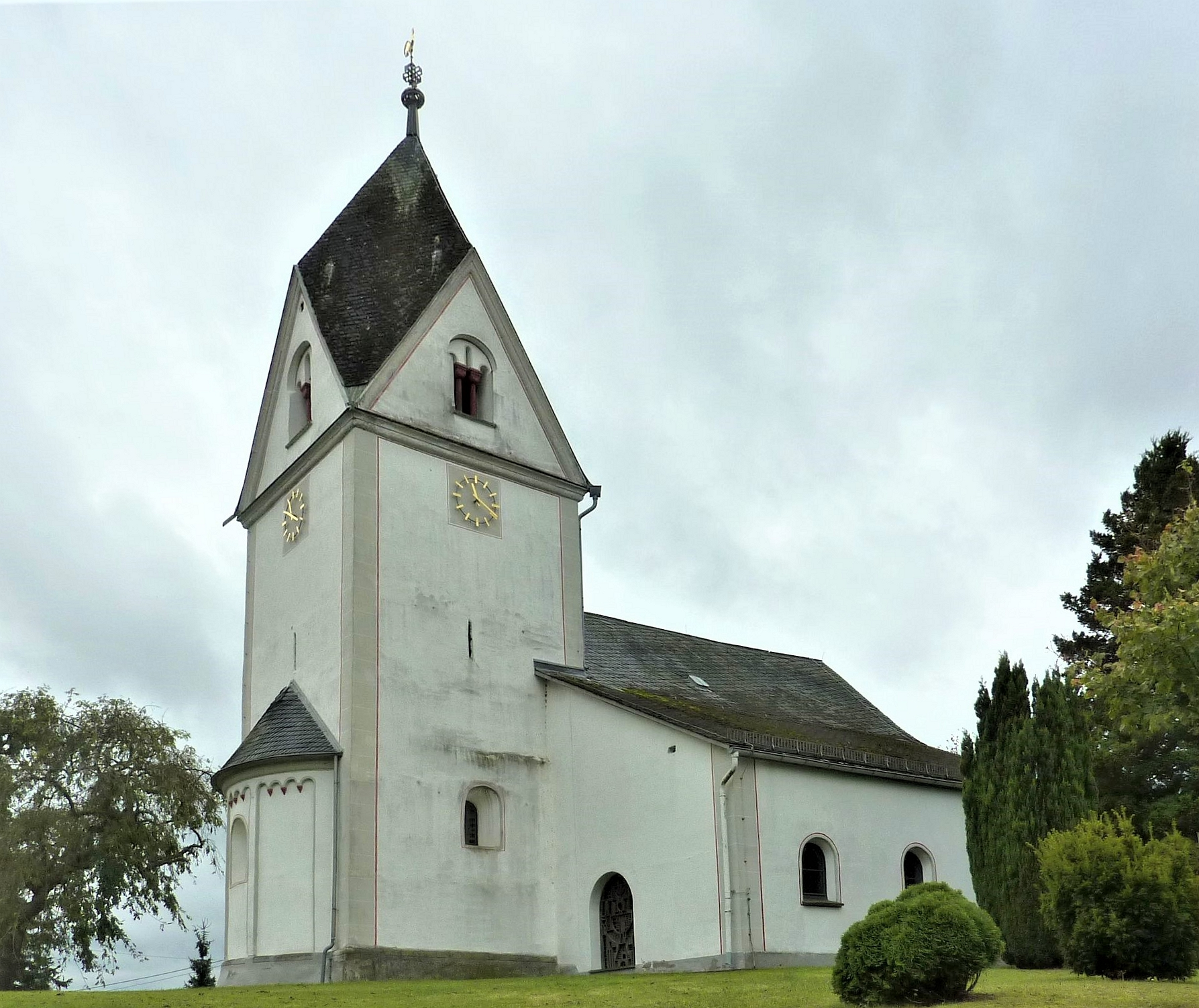
Die Evangelische Kirche zu Raubach

Die Evangelische Kirche ist eine romanische Chorturmkirche in Raubach (Landkreis Neuwied) in Rheinland-Pfalz.

## Geschichte
Um das Jahr 1000 befand sich die dem heiligen Castor von Karden geweihte Kirche im Besitz des Koblenzer Kastorstiftes. Später gehörte sie zum Gut des Stiftspropstes, bis sie nach einer Urkunde des Erzbischofs Theoderich von Trier von 1226 dem Kapitel von St. Kastor zur Verbesserung der Präbenden geschenkt wurde. Das Stift verkaufte 1532 die Zehnt- und Patronatsrechte dem Erzbischof von Trier, der diese nach Einführung der Reformation durch den Grafen von Wied 1570 an Johann IV. von Wied verkaufte. 
Die heutige Kirche wurde um 1200 erbaut und wurde bis auf die Fenster im Kirchenschiff und der südlichen Chorwand sowie den Anbau des nördlichen Seitenschiffes und der Vorhalle nicht verändert. Der Chorturm mit Rautendach und dem Chorjoch im Untergeschoss besitzt eine eingezogene Apsis, die durch Lisenen und Rundbogenfries gegliedert ist.

## Orgel
Die ursprünglich in der evangelischen Pfarrkirche Raubach vorhandene Orgel stammte aus der Werkstatt des Orgelbauers Christian Ernst Schöler aus Bad Ems. Das im Jahr 1802 erbaute Instrument mit 13 Registern auf einem Manual und Pedal wurde in die evangelische Kirche von Delling überführt und ist dort erhalten.

## Denkmalschutz
Das Kirchengebäude ist in der Denkmalliste des Landes Rheinland-Pfalz als Kulturdenkmal ausgewiesen und steht somit unter Denkmalschutz.